# Dobrovolný svazek obcí Mikroregionu Polensko
Mikroregion Polensko je dobrovolný svazek 22 obcí, jejichž přirozeným centrem a spádovou oblastí je město Polná v kraji Vysočina. Tento region se nachází na pomezí tří okresů kraje Vysočina – jihlavského, havlíčkobrodského a žďárského. Na 223 km² žije více než 12 500 obyvatel.

## Cíl
Obce se zavázaly společně řešit problémy v oblasti školství, sociální péče, zdravotnictví a kultury, správu, údržbu a provoz zařízení sloužících k uspokojování potřeb občanů, zajišťování čistoty obcí, odvoz domovních odpadů, vzájemná pomoc při živelních pohromách, podpora řešení dopravní obslužnosti.

## Geografie
Nachází se po obou stranách bývalé zemské hranice mezi Čechami a Moravou v členité a lesnaté oblasti Českomoravské vysočiny. Lesy zabírají více než 27 % rozlohy, v mikroregionu se též rozkládají mnohé rybníky. Střediskem svazku je historické město Polná. Východně od Polné najdeme významnou linii evropského rozvodí, tzv. „střechu Evropy“. Vodní prameny z Polné, Jamné, Stáje a Zhoře směřují potoky přes řeky Sázavu, Vltavu a Labe do Severního moře. Voda z pramenů v obcích Arnolec, Nadějov a Jersín teče přes řeky Oslavu, Moravu a Dunaj do Černého moře.

## Turistika
V posledních letech bývá tato oblast často vyhledávanou turisty. Krajinou se vine několik místních i dálkových cyklotras, pro vycházky jsou vhodné naučné stezky vedoucí okolo Polné.